# Przesieki
Przesieki (prononciation : [pʂɛˈɕɛki]) est un  village polonais de la gmina de Krzyż Wielkopolski dans le powiat de Czarnków-Trzcianka de la voïvodie de Grande-Pologne dans le centre-ouest de la Pologne.
Il se situe à environ 16 kilomètres au nord de Krzyż Wielkopolski (siège de la gmina), à 42 kilomètres à l'ouest de Czarnków (siège du powiat), et à 93 kilomètres au nord-ouest de Poznań (capitale de la Grande-Pologne).

## Histoire
De 1975 à 1998, le village faisait partie du territoire de la voïvodie de Piła.

Depuis 1999, Przesieki est situé dans la voïvodie de Grande-Pologne.